# The Smiley Company
The Smiley Company est une société de licence de marque qui détient les droits du smiley dans plus de 100 pays (notamment les États-Unis),,. L'entreprise est considérée comme faisant partie du top-100 des sociétés de licence dans le monde et crée divers produits, dont des textiles, des casse-tête, des articles de fête, de la papeterie, des accessoires automobiles et des jouets destinés à des détaillants et des partenaires de marque agréés,.

## Histoire
Le smiley emblématique de la société, qui ressemble beaucoup au smiley iconique créé par le graphiste américain Harvey Ross Ball en 1963,,, a été déposé comme marque par le journaliste Franklin Loufrani en 1971 comme moyen d'indiquer aux lecteurs du journal français France-Soir les histoires qui apportaient de bonnes nouvelles. Avant le début de la campagne, en octobre 1971, M. Loufrani a déposé son visage souriant auprès du bureau français des marques. Dans les années 1990, Franklin et son fils Nicolas avaient déjà déposé ce symbole dans environ 70 pays et concédé des licences à des marques telles que Levi Strauss & Co.
En 1996, les Loufrani fondent la Smiley Company à Londres, en Angleterre, autour de la marque Smiley. En 1997, Nicolas crée des centaines d'émoticônes, y compris un logo de smiley en 3D. Ses images, enregistrées par le United States Copyright Office en 1997, sont d'abord publiées sous forme de fichiers GIF sur Internet en 1998, faisant d'elles les premières émoticônes graphiques technologiques utilisées,. Il lance la marque SmileyWorld peu de temps après,.
Au début des années 2000, l'entreprise concède les droits de ses émoticônes à des sociétés de télécommunication, notamment Nokia, Motorola, Samsung, entre autres. Nicolas Loufrani compile ses émoticônes graphiques, avec d'autres images utilisées pour la communication, dans un dictionnaire en ligne, divisé en catégories. En 2002, le dictionnaire inclut déjà plus de 3 000 images.
En 2005, la société annonce la création de la Smiley World Association, plus tard rebaptisée Smiley Fund, en tant que filiale caritative de la société, à laquelle elle fait don de 10% de ses bénéfices,.
En 2007, Nicholas Loufrani crée le Smiley Studio, axé sur l'utilisation du smiley pour la mode, la décoration intérieure et d'autres produits.
La Smiley Company collabore avec Tommy Hilfiger et Jean Charles de Castelbajac en 2008. La société s'associe également à Renault dans ses campagnes publicitaires de 2009 et 2010. En 2011, la société lance un concept store à Londres.
En 2014, la société Smiley s'associe à OuiDo! Productions pour produire une émission de télévision basée sur les émoticônes de M. Loufrani. En 2016, la société devient le titulaire de licence principal pour le merchandising non-jouet du Rubik's Cube. Cette même année, la société Smiley s'associe avec la chaîne de restauration rapide américaine Dunkin' Donuts et le restaurant de restauration rapide européen Quick pour poursuivre l'utilisation de ses symboles de marque déposée. En 2017, la Smiley Company s'associe à Moonpig pour créer une ligne de cartes de vœux et travaille avec Bigben pour créer une ligne d'enceintes présentant des images de smileys, ainsi qu'à la société Formia de Hong Kong pour créer des trousses de voyage pour enfants pour les compagnies aériennes.

## Litige avec Walmart
En 1997, la Smiley Company dépose une demande de marque pour son smiley auprès du Bureau américain des brevets et des marques. En 2001, Walmart s'oppose à cet enregistrement, invoquant un risque de confusion entre le smiley de M. Loufrani et un smiley que Walmart utilise depuis 1990. L'USPTO se range finalement du côté de Walmart et rejette la demande de la Smiley Company en raison de l'utilisation généralisée de dessins représentant des visages souriants. Cherchant à empêcher Walmart d'utiliser quelque dessin de visage souriant que ce soit, Nicolas Loufrani poursuit Walmart devant les tribunaux fédéraux en 2009, affirmant que son visage souriant est «facile à distinguer» de celui de Walmart. L'affaire est classée en 2011 lorsque les deux parties conviennent de régler à l'amiable. Les modalités de cet accord n'ont pas été divulguées, mais Walmart a continué à utiliser son design de smiley par intermittence, avant de lui donner de nouveau un rôle de marketing important en 2016.